# Cristina Borra
Cristina Borra (Londres, 09 de janeiro de 1975) é uma apresentadora de rádio italiana.

## Trajeto
Christina cresceu na Inglaterra, onde se graduou em Design Industrial na University College London. Desde que era muito jovem se apaixonou pela música levou-a a prosseguir Rock FM, rádio de rock primeira vez em Itália. Depois ela começou a colaborar com a Rádio 101.
Desde janeiro de 2005, ela se junta telesivamente com RTL 102.5. Nessa experiência com rádio RTL 102.5 inicialmente sua função foi a voz. Depois do mesmaa estação de rádio continuou com programas Sleepers; Tram Tram. Em 2006 Certe Notti, enquanto como televisão conduzido Music Breakfast on Canal 813 na Sky.
A maior parte do primeiro semestre de 2014, em RTL 102.5 com Fabrizio Ferrari conduzem o programa The Flight, mints após férias de verão do este ano com Luca Dondoni retornado para o programa Pop around the clock.